# 苹果派 (游戏)
《苹果派》是一款由中青旅创先软件产业发展有限公司代理的网络游戏，该游戏特点是画面轻松，Q版的人物造型清新可爱，同时还拥有完善的社会循环系统，庞大的职业体系，即时的PK系统，被业内人赞为一款拥有即时PK系统的《魔力宝贝》。

## 职业介绍
- 魔法师，远程法术职业，可操纵水系、火系、风系和治疗系魔法。
- 战士，近程物理职业，可使用技能增强自身属性。
- 探险家，既可远程攻击也可近程攻击的物理职业，可使用增强系魔法。[2]

## 人物介绍

苹果派游戏截图。

- Yujinn，探险家 (女)，年龄 : 16，拥有明朗的性格。她失去了初恋，一直生活在悲伤中。原本她是一位公主，由于王国灭亡，所以她一直流浪，流浪到后来就成了探险家了。
- Ophelia，战士 (女)，年龄 : 19，从外表看起来她很好强，其实她清纯，温柔。她是按照她父亲的遗言才选择了战士的道路。她路见不平，拔刀相助，保护弱小生灵。她最讨厌别人老说她早熟。
- Finky，魔法师 (女)，年龄 : 18，从小失去父母，是魔女一手抚养长大的。每当遇到危险的时候，她就会施展隐身术来保护自己。
- Geronimo，探险家 (男)，年龄 : 20，智慧，勇猛。多次建立战功，受到王的爱戴。在国政和战争中，暂露头角。他自尊心非常强，每次接到新的任务他都会拼命完成。
- Isaac，战士 (男)，年龄 : 22，火爆性格。在战斗中从来都没有败过，是个不败将军。他的人气很旺，受到很多人的青睐。
- Wizy，魔法师 (男)，年龄 : 36，跟魔法师师父对抗，后被赶出魔法师学校。他天生禀赋，自己悟出魔法，成为当代最厉害的魔法师。他虽然很固执，但是本性善良。 [3]

## 配置需求
- Pentium II - 300 MHz
- 内存：64MB
- 显卡：SVGA, 显存 4MB
- 声卡：DirectSound 互换
- 网络：56Kbps Modem
- 硬盘：300MB[4]